# Добрянський Віктор Леонтійович
 Віктор Леонтійович Добрянський  (8 жовтня 1936, Дзигівка — 12 серпня 2013, Одеса) — директор ТОВ «Авангард —Д» і ТОВ «Промтоварний ринок» Овідіопольського району Одеської області. «Заслужений працівник сільського господарства України»

## Біографія
Народився 8 жовтня 1936 року в селі Дзигівка Ямпільського району Вінницької області. 1955 року закінчив Дзигівську школу. Того ж року вступив до Одеського сільськогосподарського інституту (нині Одеський державний аграрний університет) за спеціальністю — агроном. Свою трудову діяльність почав у травні 1960 року з посади молодшого наукового співробітника Всесоюзного селекційно-генетичного інституту в Одесі. Після п'яти років перейшов на посаду головного агронома, заступника голови колгоспу XXI з'їзду КПРС Овідіопольського району.

## ТОВ «Авангард-Д»
З 1973 року протягом трьох років працював начальником Овідіопольського районного управління сільського господарства. Відтоді очолює товариство з обмеженою відповідальністю «Авангард-Д». За товариством закріплено у тому числі 2248 га землі, 1700 га нив, 150 га садів. У галузі рослинництва товариство активно вирощує зернові і кормові культури, в тваринництві — молоко, м'ясо, рибу, мед. Окрім цього, товариство має два дочірні підприємства: на території Вознесенського району Миколаївської області (3300 га землі) і в Кодимському районі Одеської області (2600 га землі).

## ТОВ Промтоварний ринок
У 1989 році Віктор Леонтійович заснував підприємство ТОВ «Промтоварний ринок», ринок  «Сьомий кілометр» на 7-му кілометрі Овідіопольського шосе. 1997 року призначений генеральним директором цього підприємства. Сьогодні ринок, який зберіг в народі свою первісну назву «7-й кілометр», налічує близько 13 тисяч постійних торговельних місць, і близько 2-3 тисяч тимчасових. В середньому на ринку працює близько 20 тисяч СПД, серед яких є вантажники, реалізатори. Сукупна кількість працівників ринку близько 60 тисяч осіб.

## Меценат
Щороку підприємство, яке він очолював, виділяє значні кошти на допомогу дитячим закладам, лікувальним установам, спортивним організаціям, малозабезпеченим громадянам й іншим людям, які потребують допомоги. Він бере безпосередню участь в перебудові багатьох храмів по всій Україні. В Одеській області бере участь в будівництві Православної Церкви села Шершенці Кодимського району. За власні кошти Віктор Леонтійович побудував у селищі Авангард храмовий комплекс святого мученика Віктора й великомучениці Ірини.

## Церковні нагороди
- Орден святого князя Володимира (IV ступеня)
- Орден «За церковні заслуги»
- Орден «200-ліття Православної Церкви»
- Орден князя Даниїла Московського
- Грамота Митрополита Київського і всієї України
- Відзнака «За милосердя»
- Орден Святого Архістратига Михайла